# Posicionamiento
El posicionamiento, en mercadotecnia, es una estrategia comercial que pretende conseguir que un producto ocupe un lugar distintivo, relativo a la competencia, en la mente del consumidor. Se entiende el concepto de «producto» de forma amplia: puede tratarse de un elemento físico, intangible, empresa, lugar, partido político, creencia religiosa, persona, etc. 
De esta manera, lo que ocurre en el mercado en relación con el producto es consecuencia de lo que ocurre en la subjetividad de cada individuo en el proceso de conocimiento, consideración y uso de la oferta. De allí que el posicionamiento hoy se encuentre estrechamente vinculado al concepto rector de propuesta de valor, que considera el diseño integral de la oferta, a fin de hacer la demanda sostenible en horizontes de tiempo más amplios.
El "reposicionamiento" consiste en cambiar la posición que el producto o servicio tiene en la mente del cliente, o bien en ocasiones recordar uno que ya había olvidado.
Por otro lado, la palabra tiene significado diferente en el marketing en línea y se refiere a posicionar una página web en el buscador de un navegador predeterminado.

## Estrategias de posicionamiento
La capacidad de identificar una oportunidad de posicionamiento es un buen test para conocer las habilidades de un experto en marketing. Las estrategias exitosas de posicionamiento se traducen en la adquisición por parte de un producto de una ventaja competitiva. Las bases más comunes para construir una estrategia de posicionamiento de producto son:
- Posicionamiento sobre soluciones, beneficios o necesidades específicas.
- Posicionamiento sobre el uso determinado de categorías.
- Posicionamiento sobre ocasiones de uso.
- Posicionamiento a través de disociación por tipo de producto.

Pero siempre con un enfoque competitivo. La clave es que se trata de una estrategia "en contra de".
Más generalmente, existen tres tipos de conceptos de posicionamiento:
1. Posiciones funcionales:
  - Resolver problemas.
  - Proporcionar beneficios a los consumidores.
2. Posiciones simbólicas:
  - Incremento de la propia imagen.
  - Identificación del ego.
  - Pertenencia y significado social.
  - Filiación afectiva.
3. Posiciones experienciales:
  - Proporcionar estimulación sensorial.
  - Proporcionar estimulación cognitiva.

El objetivo final es lograr una emoción positiva, relacionada con el "producto", que provoque un comportamiento favorable a aceptar lo que se propone (compra, voto, etc.)
El encontrar un posicionamiento se ve facilitado por una técnica gráfica llamada mapeado perceptual, varias técnicas de investigación y técnicas estadísticas como escalado multidimensional, análisis factorial, análisis conjunto y análisis lógico. 
Generalmente, el proceso de posicionamiento de producto comprende:
1. Identificar productos competidores.
2. Identificar los atributos (también llamados dimensiones) que definen el 'espacio' del producto.
3. Recoger información de una muestra de consumidores sobre sus percepciones de los atributos relevantes de cada producto y cada competidor.
4. Determinar la cuota de cada producto que ocupa la mente de los consumidores.
5. Determinar la localización actual de cada producto en el espacio del producto.
6. Determinar las combinaciones favoritas de atributos de quienes constituyen los mercados objetivos (respecto a un vector ideal).
7. Examinar la concordancia entre las posiciones de productos competidores, la posición del producto propio y la posición de un vector ideal.
8. Seleccionar la posición óptima para competir.

## Historia
El término posicionamiento fue acuñado en 1969 por Jack Trout, quien escribió: "Posicionamiento es el juego que utiliza la gente en el actual mercado de imitación (o de yo-también)" En 1982, con su socio de entonces, Al Ries, presentó su libro Posicionamiento: La batalla por su mente, que luego ha sido traducido a 19 idiomas y que se ha transformado en un referente fundamental de la estrategia competitiva. 
Los mensajes preparados al estilo antiguo y tradicional no dan esperanzas de abrirse camino en la moderna sociedad sobre comunicada.
Para poder entender la forma cómo hemos llegado a donde estamos hoy, conviene remontarnos brevemente a  la historia de la comunicación:
- La era de los productos.
- La era de la imagen
- La era del posicionamiento[3]